# جاك واتسون (لاعب كرة قدم أسترالية)
جاك واتسون (بالإنجليزية: Jack Watson)‏ هو لاعب كرة قدم أسترالية أسترالي، ولد في 29 أغسطس 1927، وتوفي في 28 مايو 2013.

## وصلات خارجية
- جاك واتسون على موقع AustralianFootball.com (الإنجليزية)
- جاك واتسون على موقع AFLtables.com (الإنجليزية)